# VidLii
VidLii es un sitio web para compartir videos creado por Jan en diciembre de 2015 como alternativa a YouTube. El sitio web está diseñado para parecerse a los primeros diseños de YouTube, con una interfaz simple y nostálgica que se remonta a 2006 y 2012. Desde diciembre de 2023, se considera una plataforma controvertida, principalmente porque muchos usuarios suben contenido gore y pornográfico. Su logotipo se inspira en los diseños utilizados en los 2000, la tipografia es la misma de Wii.

## Historia

### Primeros años
La primera versión fue creada en 2015 por Jan, bajo el nombre "ClipBits". El sitio tenía la versión de 2005 de YouTube, sin tener muchas funciones en la página principal. En agosto de 2016, la apariencia del sitio se actualizó a la versión 2006 de YouTube. A finales de 2016, Jan cambió el nombre de su sitio web a "VidBit", donde cambió a la versión de YouTube de finales de 2008 y principios de 2009. El sitio cambió el nombre a "VidLii" en 2017. Durante la mayor parte del año, recibió muchas actualizaciones como programa TestLii para probar y experimentar con nuevas funciones.  El sitio se hizo popular hasta que se volvió una base de usuarios tóxicos.

### Transferencia de la propiedad
En mayo de 2019 se lanzó un sitio web llamado Vlare. Originalmente comenzó como un tema personalizado para VidLii en 2018, pero luego se convirtió en su propio sitio. En febrero de 2022, Jan vendió VidLii y BitView a Kuz y Lolwut. Unos días más tarde, VidLii dejó de funcionar por un corto período de tiempo para transferir los servidores a los nuevos propietarios. Lolwut anunció en el blog del sitio que Kuz había dimitido y abandonado el sitio.  

### Nuevo Dueño.
En noviembre de 2024, Vidlii otorgó la propiedad a un usuario llamado aniki, quien actualizó los términos de uso para eliminar cualquier contenido neonazi, gore o extremista. Este cambio se atribuyó en parte al ataque de apuñalamiento en Eskişehir, Turquía. El intérprete era un usuario de VidLii que subía contenido neonazi, islamófobo y extremista a su canal VidLii. Esta ideología extrema fue el resultado de este ataque, lo que llevó al nuevo propietario a tomar medidas para evitar que algo así volviera a suceder. Por lo que el sitio web estuvo inactivo

### Controversias
VidLii ha ido cuesta abajo desde que Jan vendió VidLii a Kuz y Lolwut. El sitio se ha convertido en una polémica constante conteniendo Snuff, pornografía infantil, shock y otros contenidos impactantes. VidLii también es un sitio web popular para compartir videos entre neonazis debido a la falta de moderación y de reglas que prohíben el nazismo dentro de la página.[cita requerida]
El 12 de agosto de 2024 se produciría una tragedia en la ciudad turca de Eskişehir.  Un atacante entró en un jardín de té en el distrito de Tepebasi, y se lanzó al azar apuñalando a los presentes, lo que hirió a 5 personas, entre ellas, habían gravemente heridas 2. El autor de los apuñalamientos, Arda Küçükyetim, era usuario de VidLii bajo el alias de Skreewie, y en su canal había subido contenido relacionado con el nazismo, el racismo y la glorificación de tragedias del mundo real. Algunos medios turcos también pidieron que VidLii sea eliminado y que las personas que lo utilizan sean incluidas en una lista de vigilancia terrorista, lo que pone en peligro aún más el futuro de VidLii.[cita requerida]

### Problemas técnicos
Actualmente VidLii lucha por muchas dificultades técnicas los cuales son cierres temporales (que casi siempre suceden en la página), algunas veces puede estar disponible la página web por un tiempo (dependiendo del estado del servicio de 20 a 30 minutos).